# Aina Wifalk
Aina Lucia Wifalk, née le 21 mars 1928 à Lund dans le comté de Scanie, morte le 16 juin 1983 à Västerås Badelunda församling dans la province de Västmanland, était une travailleuse sociale suédoise, qui a inventé le déambulateur dans les années 1970.

## Biographie

### Contexte
En 1949, quand Wifalk avait 21 ans, elle a été atteinte par la poliomyélite. Elle a dû interrompre son cursus d'infirmière,, commencé à Lund.
En 1952, elle a créé l'association d'invalidité du comté de Västmanland. En 1958, elle a formé le Riksföreningen för trafikskadade à Västerås en 1968.
Elle est devenue curatrice à la clinique orthopédique de Västerås lasarett en 1957 et, en 1968, conservatrice des handicaps dans la municipalité de Västerås,.

### Inventrice

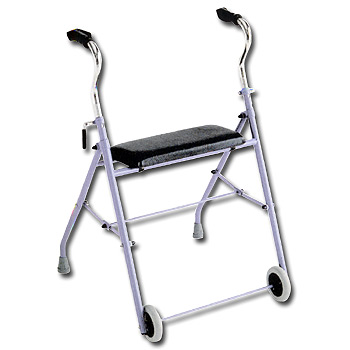
Déambulateur à deux roues

Aina Wifalk a également travaillé en tant qu'inventrice. Au milieu des années 1960, elle a inventé le manuped, un outil de formation en réadaptation qui ressemble à un vélo de route. Dans un manuped, vous pouvez simultanément entraîner vos bras et vos jambes tout en étant assis dans une chaise ou un fauteuil roulant.
En 1976, alors conservatrice de handicap, Aina Wifalk a été en arrêt maladie pour des problèmes d'épaule persistants depuis plus de vingt ans. Elle a commencé à réfléchir à des solutions pour aider les personnes qui ont des difficultés à marcher seules ; en 1978, elle a eu une idée complète d'un tout nouveau type d'assistant de roue. Dans la même année, elle a demandé un fonds de développement financé par l'Etat pour aider à développer son projet. Le gestionnaire du fonds a compris le potentiel, a apporté un soutien financier et a mis Aina Wifalk en relation avec une entreprise qui a conçu le premier prototype. Trois ans plus tard, la production a commencé.
Aina Wifalk voulait que le déambulateur soit disponible pour le plus de gens possible, elle ne l'a jamais brevetée. Cependant, elle a reçu des redevances de la vente, qu'elle a reversé à une association religieuse de Costa del Sol.

## Liste des références
1. ↑  Sveriges dödbok 1901-2009, Sveriges Släktforskarförbund
2. 1 2 3  « Aina Wifalk - Rollatorn », Innovationsinspiration.se, 24 juin 2014
3. 1 2 3  Modèle:Tidningsref
4. ↑  Granath, Claus (2012-12-19):"Seniorsköterskor firade 60 år". Sydsvenskan.se. Läst 24 juni 2014.
5. ↑  "Cyklar, för rehab träning o testCyklar, för rehab träning o test". 1177.se. Läst 24 juni 2014.

- (sv) Cet article est partiellement ou en totalité issu de l’article de Wikipédia en suédois intitulé « Aina Wifalk » (voir la liste des auteurs).